# Titularbistum Antarados
Antarados (ital.: Antarado) ist ein Titularbistum der römisch-katholischen Kirche. 
Es geht zurück auf ein früheres Bistum der gleichnamigen antiken Stadt (heute Tartus) in der römischen Provinz Syria Phoenice bzw. Phoenice in Syrien, das der Kirchenprovinz Tyros angehörte.
| Titularbischöfe von Antarados |                                              |                                                                            |                  |                 |
| Nr.                           | Name                                         | Amt                                                                        | von              | bis             |
| 1                             | Benedict Varghese Gregorios Thangalathil OIC | Weihbischof in Trivandrum (Indien)                                         | 25. Oktober 1952 | 27. Januar 1955 |
| 2                             | Julijonas Steponavičius                      | Weihbischof in Panevėžys Apostolischer Administrator von Vilnius (Litauen) | 22. Mai 1955     | 10. März 1989   |
| 3                             | Paul Rouhana OLM                             | Weihbischof in Sarba (Libanon)                                             | 16. Juni 2012    |                 |